# Det bretonske køkken
Det bretonske køkken er køkkenet i Bretagne. Det er påvirket af Aquitaine, Italien og asiatiske lande. Traditionen i Bretagne er præget af fisk og skaldyr (havets frugter).
Nogle få retter og produkter kendes over hele verden: pandekager på bretonsk, østers og muscadet (en tør hvidvin fra Nantes). 

## De vigtigste retter
- And à la Nantes
- Farsretter (presset fars, hurtig fars, ovnbagt fars, fars i fad og indbagt fars)
- Fiskesupper
- Grøntsagssupper
- Havregrød
- Hummer à l'armoricane
- Kagebrød (smørkage, karnevalskage)
- Kager
- Kiks
- Kød og fars
- Pandekager på bretonsk
- Pølse fra Gemene (Guémené)

## Drikkevarer
- Cider
- Hedvin og brændevin (æble- og pærebrændevin)
- Hvidvin fra Naoned (Muscadet fra Nantes)
- Øl

## Produkter
- Artiskokker
- Fisk (mange slags)
- Fløde
- Frugter (Æbler, Pærer, Kirsebær, Blommer)
- Garvebark
- Haricots verts
- Havsalt
- Kartofler
- Kød (Oksekød, fårekød], andekød, svinekød, saltet kød)
- Kål (Blomkål, Rosenkål)
- Løg (Rødløg fra Rosgo (Roscoff)
- Mel (Hvede-, Boghvede-, Havre-, Rug-)
- Mælkeprodukter (Konsummælk, Kærnemælk)
- Petits pois (ærter)
- Skaldyr (Østers, Blåmuslinger, Kammuslinger)
- Smør (altid saltet)
- Tomater

## Kokke
- XXX Batifoulier
- Adolphe Bosser
- Julia Guillou
- Simone Morand
- Édouard Nignon
- Mélanie Rouat
- Alain Senderens